# Muzeum Dawnych Rzemiosł w Żarkach
Muzeum Dawnych Rzemiosł w Starym Młynie w Żarkach utworzone zostało przez Gminę Żarki w 2015 roku. Oficjalne otwarcie muzeum odbyło się 2 sierpnia 2015 roku.

## Siedziba
Siedzibą placówki jest stary młyn elektryczny przy ul. Ofiar Katynia. Projekt adaptacji młyna na muzeum wykonał architekt Tomasz Ulman.

## Ekspozycja
W muzeum na parterze prezentowane jest oryginalne wyposażenie młyna. Na piętrze znajdują się eksponaty, wzbogacone multimedialnymi prezentacjami, pokazujące rzemiosła od wieków obecne w Żarkach: szewstwo, bednarstwo i kołodziejstwo. Na antresoli można wysłuchać nagranych historii opowiadanych przez mieszkańców Żarek, a także zapoznać się z postacią Piotra Steinkellera, dawnego właściciela miasta.

## Historia
Młyn elektryczny, w którym mieści się muzeum, został zbudowany na przełomie lat dwudziestych i trzydziestych XX wieku. Powstał najprawdopodobniej z inicjatywy prywatnego inwestora o nazwisku Siedlecki. Około roku 1952 młyn został znacjonalizowany. Początkowo zarządzało nim Prezydium Powiatowej Rady Narodowej w Myszkowie. W 1971 został przekazany Gminnej Spółdzielni "Samopomoc Chłopska" w Żarkach. W 1992 roku wojewoda częstochowski zadecydował o przekazaniu młyna na mienie komunalne Gminy Żarki. W 2005 roku podjęto decyzję o całkowitym zawieszeniu działalności młyna. W latach 2013–2015, z inicjatywy burmistrza Żarek Klemensa Podlejskiego i przy wykorzystaniu funduszy unijnych, niszczejący młyn poddano renowacji i zaadaptowano na Muzeum Dawnych Rzemiosł.